# لشچ (شهرستان تورونی)
لشچ (به لاتین: Leszcz) یک روستا در لهستان است که در گمینا ووبیانکا واقع شده‌است. لشچ ۱۱۰ نفر جمعیت دارد.